# 腓尼基街
腓尼基街（Rue de Phénicie）是黎巴嫩首都贝鲁特的一条街道，南北走向，从地中海上坡，到约翰·肯尼迪街与奥马尔 Daouk街交汇处，途中与伊本西纳街、伦敦街和鲁斯图姆帕查街相交。
腓尼基街坐落在拉斯贝鲁特区的Zaytuneh街区。19世纪中叶，该市从此向西扩展到城墙外。在法国托管期间，兴建沿海岸的法国大道时，获正式承认。
独立以后，这个街区以其众多的咖啡馆，酒吧，夜总会和妓院著称，如黑象，丽都和夏娃。腓尼基街, 迅速超越该区的其他街道，成为“夜晚的万有引力的中心” 腓尼基街的高潮是豪华的夜总会 Les Caves du Roy的开业，迅速成为富人和名人的去处，包括马龙·白兰度和碧姬巴杜。 著名的疯马卡巴莱, 本拉登所喜爱的, 也坐落在这条街。 在20世纪60年代和70年代，街上其他机构是幸运的卢克以及立体俱乐部和Stéréo-Club和 Epi-Club 迎合年轻客户 餐厅也丰富，包括时尚的 Grenier des Artistes.。
在战后的贝鲁特，夜生活已经从腓尼基街迁移到Monnot街和Gouraud街。今天，它是一条安静的街道，家里的雷迪森马丁酒店和一些小酒店。